# Stu Wilson
Pour les articles homonymes, voir Wilson.
Pas d'image ? Cliquez ici

a Compétitions nationales et continentales officielles uniquement.

b Matchs officiels uniquement.
Dernière mise à jour le 9 juin 2025.
Stu Wilson, né le 22 juillet 1954 à Gore et mort le 8 juin 2025, est un joueur international néo-zélandais de rugby à XV évoluant au poste d'ailier. Il joue 85 matchs dont 34 test matchs pour les All Blacks de 1976 à 1984.

## Biographie
Stu Wilson naît le 22 juillet 1954 à Gore en Nouvelle-Zélande.
Il joue 89 matchs pour la province de Wellington. Il obtient sa première sélection avec les All Blacks en 1976 à l'occasion d'une tournée en Argentine. Il fait neuf tournées avec les All Blacks, en particulier celle de 1978 pendant laquelle les Blacks réussirent le « Grand Chelem » avec des victoires contre chacune des quatre nations britanniques rencontrées. Il est capitaine des All Blacks en 1983 lors des test matchs contre les équipes d'Angleterre et d'Écosse. Il prend sa retraite de joueur en 1984 après avoir joué 85 matchs et marqué plus de cinquante essais avec les All Blacks. Au total, il a marqué 104 essais en carrière.
Après sa carrière sportive, il devient commentateur télé.
Il meurt le 8 juin 2025 à l'âge de 70 ans.

## Statistiques en équipe nationale
- Nombre de test matchs avec les All Blacks :  34.
- Autres matchs avec les All Blacks : 51.
- Nombre total de matchs avec les All Blacks : 85.
- Nombre d'essais avec les All Blacks : 19.